# Lista występów Grety Garbo

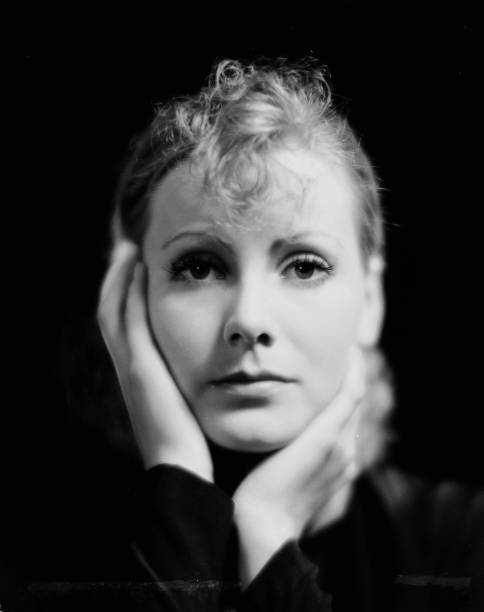
Greta Garbo (1929)

Greta Garbo (1905–1990) w trwającej 21 lat karierze występowała w filmach i na scenie. Zagrała w 29 produkcjach fabularnych. Była trzykrotnie nominowana do nagrody Akademii Filmowej. Uznawana jest przez biografów i historyków za jedną z największych i najwybitniejszych gwiazd filmowych w historii kinematografii, a także jedną z legend „Złotej Ery Hollywood” i ikonę popkultury.
Karierę rozpoczęła od statystowania w niemych filmach En lyckoriddare (1921) i Kärlekens ögon (1922, oba w reż. Johna W. Bruniusa). Po udziale w krótkometrażowej komedii Petter włóczęga (1922, reż. Erik A. Petschler), doświadczenie zdobywała jako studentka szkoły aktorskiej Królewskiego Teatru Dramatycznego, występując na jego scenie w kreacjach dalszego planu. Pierwszą ważną rolę na srebrnym ekranie zagrała w melodramacie Gdy zmysły grają (1924, reż. Mauritz Stiller), partnerując Larsowi Hansonowi. Kreacja włoskiej hrabiny Elizabeth Dohny uczyniła z niej wschodzącą gwiazdę i stanowiła przełom w jej karierze.
W czerwcu 1925 przeniosła się do Stanów Zjednoczonych, gdzie podpisała umowę z Metro-Goldwyn-Mayer. Jej występy w dramacie Słowik hiszpański (1926, reż. Monta Bell), w którym partnerowała Ricardo Cortezowi, i melodramacie Kusicielka (1926, reż. Fred Niblo) z Antonio Moreno, uzyskały entuzjastyczne oceny amerykańskich krytyków, a role w obydwu produkcjach przyczyniły się, wbrew woli Garbo, do utrwalenia jej ekranowego  wizerunku femme fatale. Rolą Felicitas von Rhaden w melodramacie Symfonia zmysłów (1926, reż. Clarence Brown), w którym po raz pierwszy wystąpiła w duecie z Johnem Gilbertem, a sam film był krytycznym i kasowym przebojem, zyskała status międzynarodowej gwiazdy. Ugruntowaniem jej pozycji była tytułowa rola w Annie Kareninie (1927, reż. Edmund Goulding), gdzie ponownie partnerowała Gilbertowi. Adaptacja klasycznej powieści pióra Lwa Tołstoja odniosła sukces komercyjny, stając się czwartym najbardziej dochodowym niemym filmem w historii wytwórni MGM. Po występie we Władczyni miłości (1928, reż. Clarence Brown), ponownie z Gilbertem, była najbardziej kasową aktorką MGM sezonu 1928–1929 w amerykańskim box offisie.
W 1930 zagrała w swoim pierwszym filmie dźwiękowym, przebojowym dramacie Anna Christie, w którym w głównej roli męskiej partnerował jej Charles Bickford. Za występ w nim i w Romansie (1930, oba w reżyserii Clarence’a Browna) z Gavinem Gordonem, uzyskała pierwszą nominację do nagrody Akademii Filmowej w kategorii dla najlepszej aktorki pierwszoplanowej. W następnych latach wystąpiła w kilku kasowych produkcjach – w tytułowej roli w melodramacie szpiegowskim Mata Hari (1931, reż. George Fitzmaurice) z Ramónem Novarro, melodramacie Ludzie w hotelu (1932, reż. Edmund Goulding), którego gwiazdorską obsadę stanowili John Barrymore i jego brat Lionel, Jean Hersholt, Lewis Stone, Wallace Beery oraz Joan Crawford, w biograficznym dramacie historycznym Królowa Krystyna (1933, reż. Rouben Mamoulian), portretując tytułową władczynię – po występie w nim określano ją mianem „bezdyskusyjnej królowej Hollywood” i „świętej ikony” – remake’u Anny Kareniny (1935, reż. Clarence Brown), w którym partnerował jej Fredric March jako hrabia Wroński, a także w Damie kameliowej (1936, reż. George Cukor) z Robertem Taylorem. Za występ w niej otrzymała drugą nominację do nagrody Akademii Filmowej dla najlepszej aktorki pierwszoplanowej. Pod koniec lat 30. XX wieku zrezygnowała z portretowania postaci historycznych i skupiła się na gatunku komediowym, grając z Melvynem Douglasem w Ninoczce (1939, reż. Ernst Lubitsch). Za główną rolę otrzymała trzecią, ostatnią nominację do nagrody Akademii Filmowej dla najlepszej aktorki pierwszoplanowej.
W 1932 była notowana w pierwszej dziesiątce najbardziej dochodowych amerykańskich aktorek. Jedenaście produkcji z jej udziałem zestawiano w pierwszej dziesiątce podsumowań roku w box offisie. Sześć filmów, w których wzięła udział, nominowano przynajmniej do jednego Oscara w każdej kategorii. Również sześć produkcji z udziałem Garbo, po uwzględnieniu inflacji, przekroczyło sumę 100 milionów dolarów dochodu z biletów na rynku krajowym.

## Filmografia

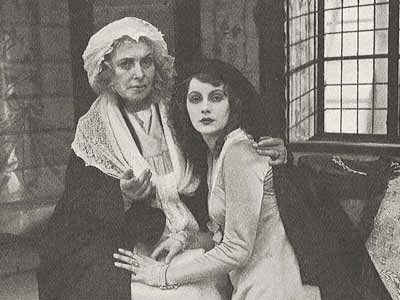
Gerda Lundequist i Garbo w filmie Gdy zmysły grają (1924)

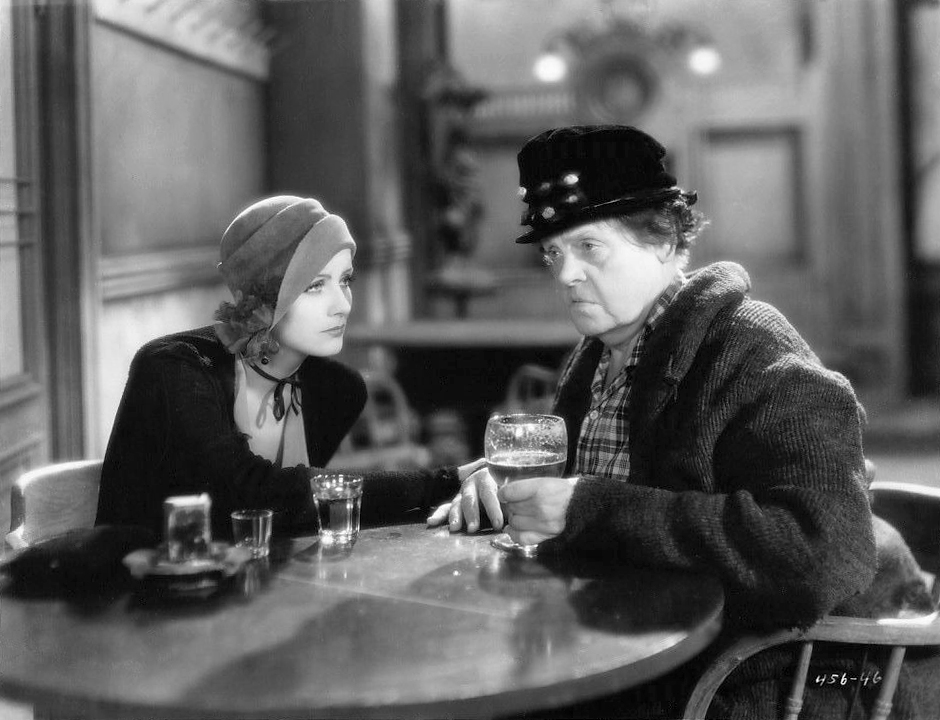
Garbo i Marie Dressler w filmie Anna Christie (1930)

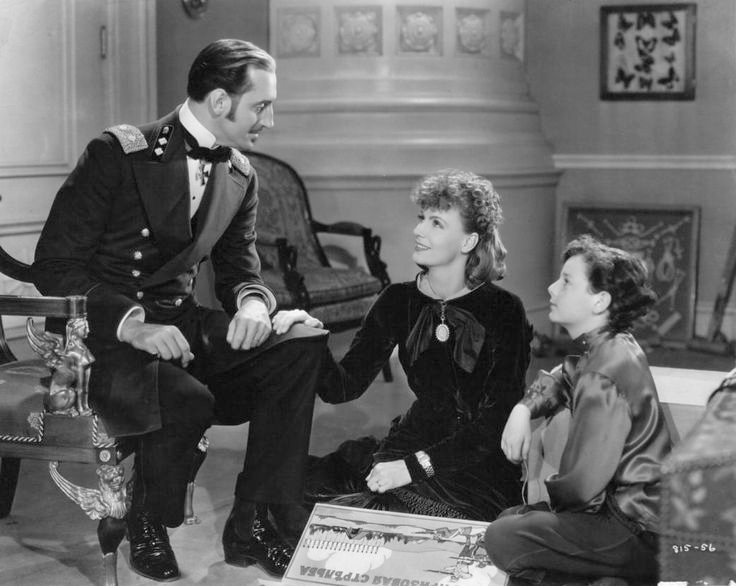
Basil Rathbone, Garbo i Freddie Bartholomew w Annie Kareninie (1935)

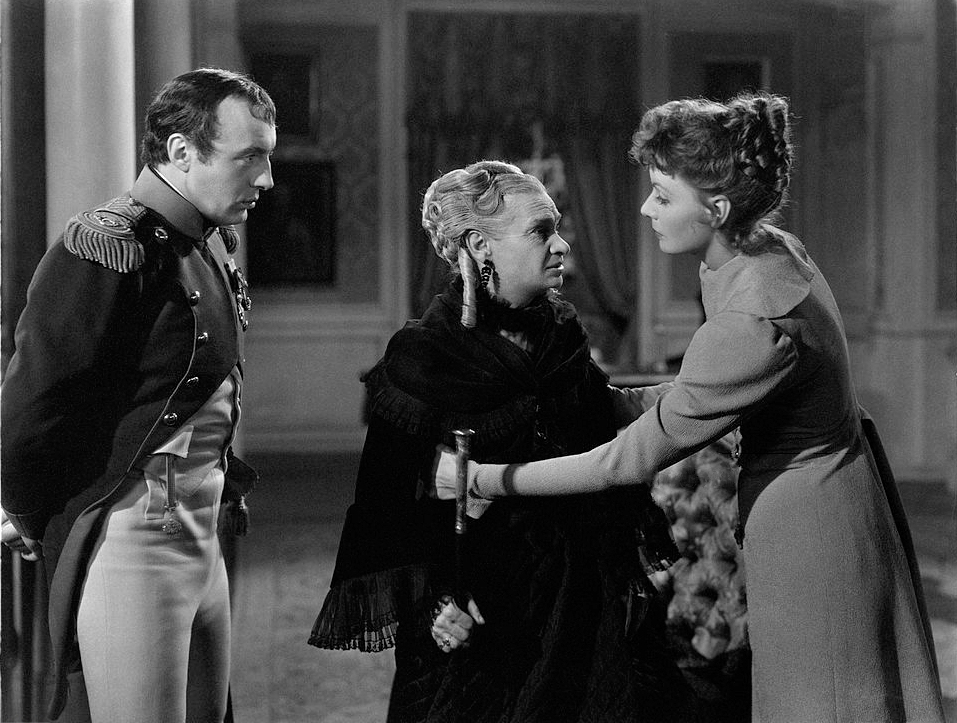
Charles Boyer, Marija Uspienska i Garbo w filmie Pani Walewska (1937)

| Rok  | Tytuł                  | Rola                                | Tytuł oryg. / uwagi                                                    | Źr     |
| ---- | ---------------------- | ----------------------------------- | ---------------------------------------------------------------------- | ------ |
| 1920 | Herr och fru Stockholm | manekin                             | tytuł alt.: How Not to Dress, film krótkometrażowy (reklama)           | [ 39 ] |
| 1921 | En lyckoriddare        | dziewica                            | film zaginiony                                                         | [ 39 ] |
| 1921 | Konsum Stockholm Promo | dziewczyna zajadająca się ciastkami | tytuł alt.: Our Daily Bread, film krótkometrażowy (reklama)            | [ 39 ] |
| 1922 | Kärlekens ögon         | statystka                           | film zaginiony                                                         | [ 40 ] |
| 1922 | Petter włóczęga        | Greta Nordberg                      | Luffar-Petter, film krótkometrażowy                                    | [ 41 ] |
| 1924 | Gdy zmysły grają       | hrabina Elizabeth Dohna             | Gösta Berlings saga, tytuł alt.: The Saga of Gösta Berling             | [ 41 ] |
| 1925 | Zatracona ulica        | Greta Rumfort                       | Die Freudlose Gasse, tytuły alt.: Joyless Street, The Street of Sorrow | [ 41 ] |
| 1926 | Słowik hiszpański      | Leonora Moreno (aka La Brunna)      | Torrent                                                                | [ 42 ] |
| 1926 | Kusicielka             | Elena de Torre Bianca               | The Temptress                                                          | [ 42 ] |
| 1926 | Symfonia zmysłów       | Felicitas von Rhaden                | Flesh and the Devil, nowojorska premiera miała miejsce 9 stycznia 1927 | [ 42 ] |
| 1927 | Anna Karenina          | Anna Karenina                       | Love                                                                   | [ 44 ] |
| 1928 | Boska kobieta          | Marianne                            | The Divine Woman, film zaginiony                                       | [ 44 ] |
| 1928 | Żar miłości            | Tania Fiedorova                     | The Mysterious Lady                                                    | [ 44 ] |
| 1928 | Władczyni miłości      | Diana Merrick                       | A Woman of Affairs                                                     | [ 44 ] |
| 1929 | Dzikie orchidee        | Lillie Sterling                     | Wild Orchids                                                           | [ 44 ] |
| 1929 | A Man’s Man            | ona sama (cameo)                    |                                                                        | [ 44 ] |
| 1929 | Pokusa                 | Arden Stuart                        | The Single Standard                                                    | [ 51 ] |
| 1929 | Pocałunek              | Irene Guarry                        | The Kiss                                                               | [ 51 ] |
| 1930 | Anna Christie          | Anna „Christie” Christopherson      | pierwszy film dźwiękowy Garbo                                          | [ 51 ] |
| 1930 | Romans                 | Rita Cavallini                      | Romance                                                                | [ 51 ] |
| 1930 | Anna Christie          | Anna „Christie” Christopherson      | niemieckojęzyczna wersja filmu z 1930                                  | [ 54 ] |
| 1931 | Natchnienie            | Yvonne Valbret                      | Inspiration                                                            | [ 54 ] |
| 1931 | Zuzanna Lenox          | Helga / Zuzanna Lenox               | Susan Lenox: Her Fall and Rise, tytuł alt.: The Rise of Helga          | [ 54 ] |
| 1931 | Mata Hari              | Mata Hari                           |                                                                        | [ 54 ] |
| 1932 | Ludzie w hotelu        | balerina Jelizawieta Gruzińska      | Grand Hotel                                                            | [ 55 ] |
| 1932 | Jaką mnie pragniesz    | Zara / hrabina Maria Varelli        | As You Desire Me                                                       | [ 55 ] |
| 1933 | Królowa Krystyna       | Krystyna Wazówna                    | Queen Christina                                                        | [ 55 ] |
| 1934 | Malowana zasłona       | Katrin Koerber                      | The Painted Veil                                                       | [ 55 ] |
| 1935 | Anna Karenina          | Anna Karenina                       | remake filmu z 1927                                                    | [ 57 ] |
| 1936 | Dama kameliowa         | Marguerite Gautier                  | Camille                                                                | [ 57 ] |
| 1937 | Pani Walewska          | Maria Walewska                      | Marie Walewska, tytuł alt.: Conquest                                   | [ 57 ] |
| 1939 | Ninoczka               | Nina Iwanowa „Ninoczka” Jakuszowa   | Ninotchka                                                              | [ 57 ] |
| 1941 | Dwulicowa kobieta      | Karin Borg Blake / Katherine Borg   | Two-Faced Woman                                                        | [ 58 ] |

## Scena
Erik A. Petschler – reżyser filmu Petter włóczęga (1922) – zachęcił ją do podjęcia nauki w szkole aktorskiej Królewskiego Teatru Dramatycznego. Pierwsze zajęcia, przygotowujące do egzaminu, odbywała wraz z Fransem Enwallem, wykazując się determinacją oraz zaangażowaniem. Kiedy się rozchorował, rolę tę przejęła jego córka Signe. Pod jej kierunkiem, w ciągu miesiąca opanowała fragmenty trzech sztuk – monolog z trzeciego aktu Piskląt Selmy Lagerlöf, scenę z pierwszego aktu Madame Sans-Gêne Victoriena Sardou i Émile’a Moreau oraz monolog Elidy z Oblubienicy morza Henrika Ibsena. Wygłosiwszy wszystkie trzy fragmenty wspomnianych sztuk, została przyjęta, chociaż w opinii części biografów zdołała zaprezentować jeden lub dwa fragmenty, po czym komisja przerwała jej występ.

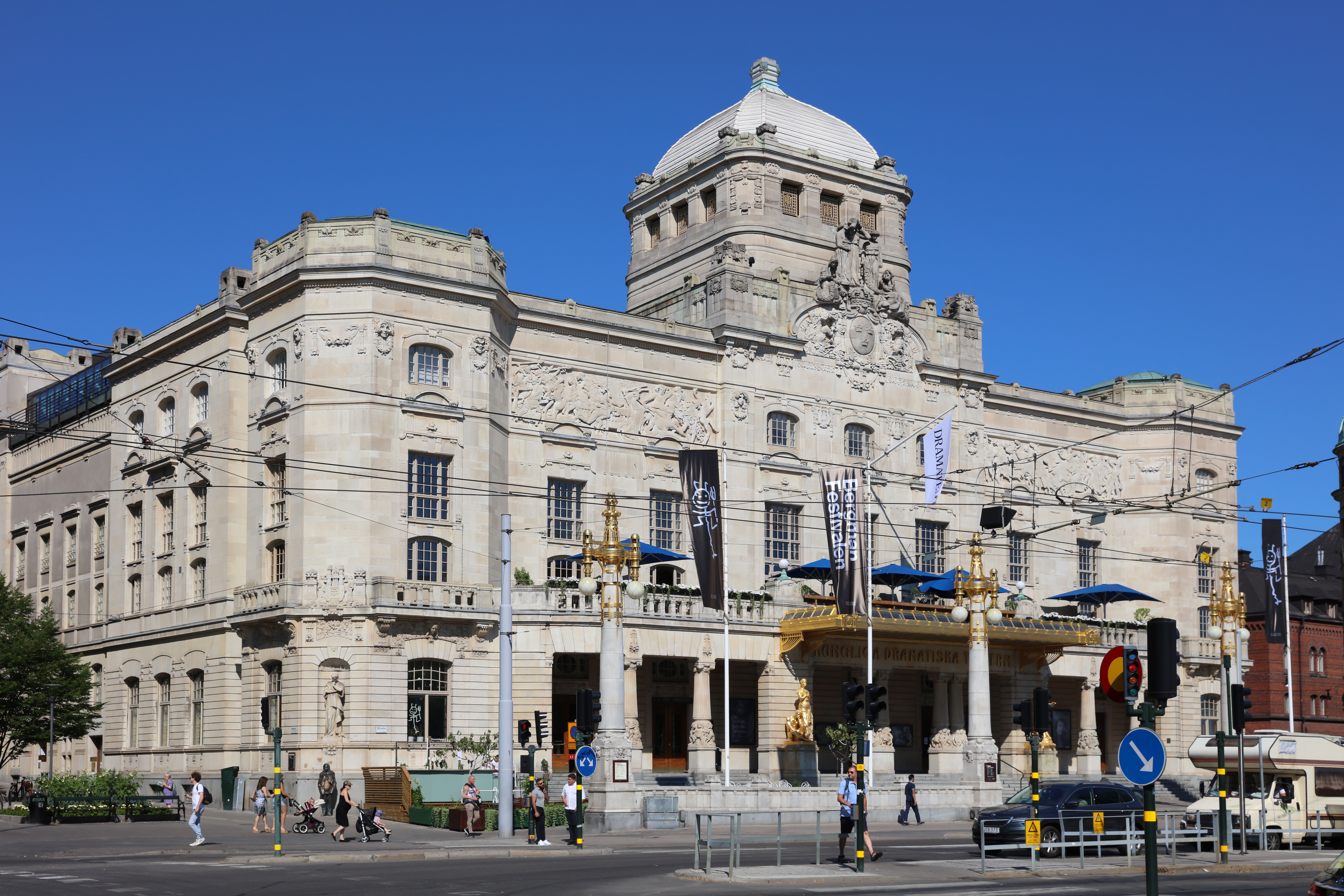
Królewski Teatr Dramatyczny w Sztokholmie, gdzie Garbo uczyła się i występowała w latach 1922–1924

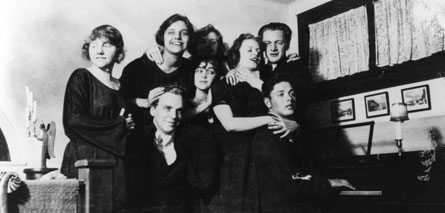
Rocznik 1922–1924, od lewej: Lena Cederqvist, Karl-Magnus Thulstrup, Mona Mårtenson, Mimi Pollak, Vera Schmiterlöw, Garbo, Alf Sjöberg i Håkan Westergren

Szkoła aktorska była dwuletnim programem, z dodatkowym rokiem przeznaczonym dla uzdolnionych uczniów. Po kilkugodzinnych zajęciach studenci brali udział w spektaklach Królewskiego Teatru Dramatycznego, występując na mniejszych scenach w małych rolach lub jako statyści, za co płacono im 3 korony (sezon teatralny trwał zwykle od końca września do połowy maja). Naukę rozpoczęła 18 września. W ciągu pierwszych miesięcy stała się prekursorką systemu Stanisławskiego. Lubiła zajęcia z deklamacji i te aspekty ruchu scenicznego, które wymagały odzwierciedlenia emocji. Podstawę dla niej stanowił system Delsarte/Dalcroze’a; zakładał on, że gestykulacja rodzi się z wewnętrznych instynktów, dzięki czemu można je analitycznie i naukowo rozpisać na poszczególne części ciała oraz ich pozycje. Jak wspominała w notatkach, „gra bez słów to sztuka ekspresyjnego odzwierciedlania różnych stanów umysłu, myśli i pragnień poprzez mimikę i gesty”. Unikała porannych ćwiczeń oraz z nieśmiałością uczestniczyła w zajęciach tanecznych.
Debiutowała 4 listopada 1922 jako Madam de Ligneray w trzyaktowej komedii The Beautiful Adventure Gastona Armana de Caillaveta i Roberta de Flersa, wypowiadając kwestię liczącą od trzech do sześciu słów (na afiszu była podpisana jako Greta Gustafson). 23 kwietnia 1923 premierę miała niemiecka komedia Szylkretowy grzebień Richarda Kesslera. Występowała w niej w roli panny von Brandt – odbyły się 43 przedstawienia, nim spektakl przeniósł się do sztokholmskiego Mindre teatern.
W październiku, w przerwie w zdjęciach do melodramatu Gdy zmysły grają (1924, reż. Mauritz Stiller), występowała jako Fisher w sztuce pióra J.M. Barriego Nieporównany Crichton. Wiosną 1924 zagrała wiejską dziewczynę w dramacie Źle kochana autorstwa Jacinto Benavente. Drugoplanową kreację Madam de Vintermille stworzyła w komedii Madame Sans-Gêne Sardou i Moreau, a w głównej obsadzie znaleźli się jej nauczyciele – Nils Personne, Gustaf Molander i Ellen Hartman. W tym samym roku otrzymała rolę Mathildy – największą kreację w jej dotychczasowym dorobku studenckim – w komedii Min vän Teddy, napisanej przez André Rivoire’a i Luciena Besnarda. Od 25 września występowała gościnnie w rosyjskim dramacie Jesienne skrzypce autorstwa I. Surgutsjeva, a na przełomie października i listopada wcielała się w prostytutkę w Niewidzialnym człowieku pióra Pära Lagerkvista. Jej ostatnią rolą na scenie Królewskiego Teatru Dramatycznego było podłożenie głosu Mariette, recepcjonistce lekarza, we francuskiej farsie Knock, czyli triumf medycyny Jules’a Romainsa z 1913, której premiera miała miejsce 13 listopada.
Dorobek jej występów scenicznych poszerzył się o kreację Hermiony w Zimowej opowieści Williama Shakespeare’a oraz o niewielką rolę w inscenizacji Abschiedssouper Arthura Schnitzlera, choć zachowane księgi Królewskiego Teatru Dramatycznego nie potwierdzają udziału Garbo w wymienionych sztukach.
Najbardziej lubiła role męskie w rosyjskich dziełach klasycznych: „Choć nie lubię mężczyzn przebierających się za kobiety, jest coś szczególnie ekscytującego w oglądaniu kobiety przebranej za mężczyznę” – argumentowała.
| Rok (sezon) | Tytuł                        | Rola                                  | Teatr                       | Źr            |
| ----------- | ---------------------------- | ------------------------------------- | --------------------------- | ------------- |
| 1922        | The Beautiful Adventure      | Madam de Ligneray                     | Królewski Teatr Dramatyczny | [ 75 ] [ 81 ] |
| 1923        | Szylkretowy grzebień         | pani von Brandt                       | Królewski Teatr Dramatyczny | [ 76 ]        |
| 1923        | Nieporównany Crichton        | Fisher, służąca damy                  | Królewski Teatr Dramatyczny | [ 77 ]        |
| 1924        | Źle kochana                  | wiejska dziewczyna                    | Królewski Teatr Dramatyczny | [ 11 ]        |
| 1924        | Madame Sans-Gêne             | Madam de Vintermille                  | Królewski Teatr Dramatyczny | [ 82 ]        |
| 1924        | Min vän Teddy                | Mathilde                              | Królewski Teatr Dramatyczny | [ 82 ]        |
| 1924        | Jesienne skrzypce            | występ gościnny                       | Królewski Teatr Dramatyczny | [ 79 ] [ 83 ] |
| 1924        | Niewidzialny człowiek        | prostytutka                           | Królewski Teatr Dramatyczny | [ 79 ] [ 83 ] |
| 1924        | Knock, czyli triumf medycyny | głos Mariette, recepcjonistki lekarza | Królewski Teatr Dramatyczny | [ 80 ] [ 83 ] |
| b.d.        | Zmartwychwstanie             | Amman                                 | Królewski Teatr Dramatyczny | [ 80 ]        |
| b.d.        | Daniel Hjort                 | Katri                                 | Królewski Teatr Dramatyczny | [ 80 ]        |